# Schönau am Königssee
Schönau am Königssee, Schönau a.Königssee – miejscowość i gmina w Niemczech, w kraju związkowym Bawaria, w rejencji Górna Bawaria, w regionie Südostoberbayern, w powiecie Berchtesgadener Land. Leży w Alpach Bawarskich, częściowo na terenie Parku Narodowego Berchtesgaden, około 15 km na południowy wschód od Bad Reichenhall, nad jeziorem Königssee, przy drodze B20.

## Demografia
Dane o ludności z 31 grudnia 2008:
| Opis                                | Ogółem | Ogółem | Kobiety | Kobiety | Mężczyźni | Mężczyźni |
| ----------------------------------- | ------ | ------ | ------- | ------- | --------- | --------- |
| Jednostka                           | osób   | %      | osób    | %       | osób      | %         |
| Populacja                           | 5299   | 100    | 2697    | 50,9    | 2602      | 49,1      |
| Wiek przedprodukcyjny (0–17 lat)    | 995    | 18,78  | 466     | 8,79    | 529       | 9,98      |
| Wiek produkcyjny (18–65 lat)        | 3217   | 60,71  | 1618    | 30,53   | 1599      | 30,18     |
| Wiek poprodukcyjny (powyżej 65 lat) | 1087   | 20,51  | 613     | 11,57   | 474       | 8,95      |

## Polityka
Wójtem gminy jest Stefan Kurz z CSU, rada gminy składa się z 20 osób.
|      | CSU | SPD | FWG | Zieloni | Bund Freier Bürger | Razem |
| 2008 | 10  | 1   | 8   | 1       | -                  | 20    |
| 2002 | 11  | 3   | 4   | 2       | 1                  | 20    |

## Zobacz też

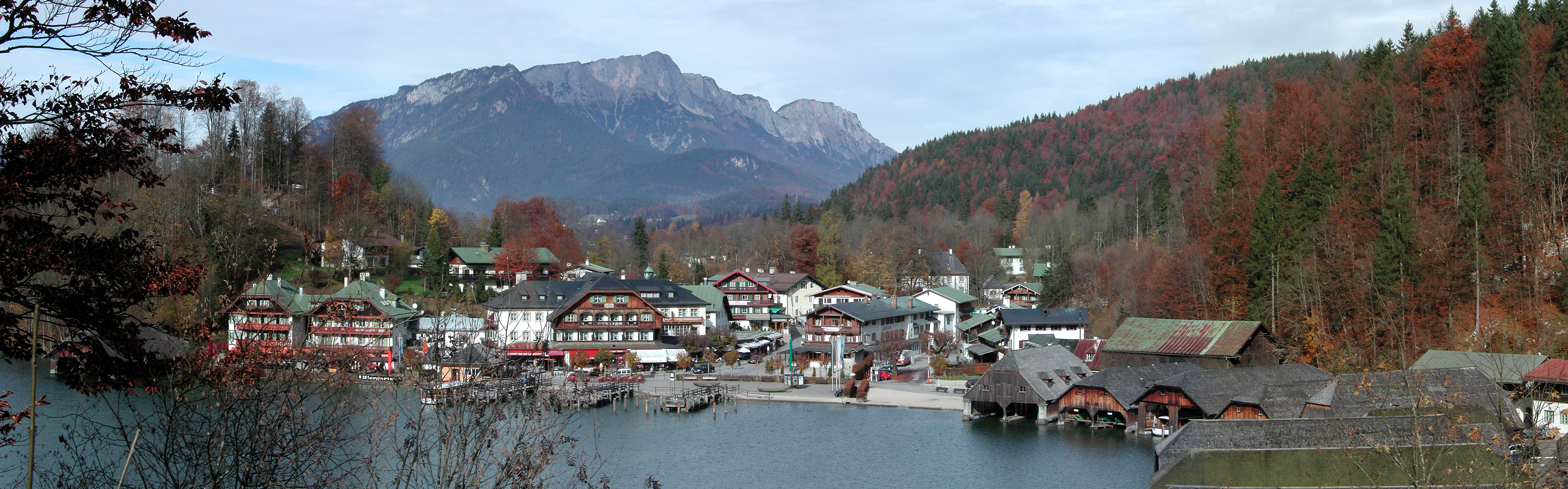
Dzielnica Königssee